# Grayson (film)
Pour les articles homonymes, voir Grayson.
Grayson est la fausse bande-annonce d'un film qui n'existe pas, réalisée par John Fiorella en 2004. Son personnage principal est Dick Grayson, alias le premier Robin, qui enquête sur le meurtre de Batman.

## Synopsis
Bien qu'il ne s'agisse pas d'un film, quelques éléments de l'histoire peuvent être déduits des extraits de scène inclus :
- Batman est abattu par une nuit pluvieuse.
- À la conférence de presse qui suit, Clark Kent est présent pour son journal.
- Après son enterrement, Dick Grayson, qui a arrêté sa carrière de super-héros pour fonder une famille avec Barbara Gordon, devenue sa femme, et leur fille, décide d'enquêter.
- Le Chef O'Hara, qui est en affaire avec Selina Kyle, demande à celle-ci de suivre Grayson.
- Malgré les nouveaux indices qu'il apporte montrant une possible implication du Joker, le Chef O'Hara l'envoie paître.
- Dick Grayson s'entraîne alors pour redevenir Robin.
- Barbara Grayson, qui le découvre, refuse d'être à nouveau liée aux super-héros, et quitte son mari en emmenant sa fille.
- Dick Grayson reçoit des informations du Commissaire Gordon, apparemment à la retraite.
- Robin parvient à retrouver le Joker, mais celui-ci, accompagné de deux acolytes, le bat.
- Le Chef O'Hara demande à Clark Kent d'arrêter Grayson.
- Alors que Grayson combat le Pingouin, Superman s'interpose.
- Le Joker retrouve la trace de Barbara Gordon et enlève sa fille.
- Robin combat une nouvelle fois Superman jusqu'à tomber inconscient à la suite des coups qu'il reçoit. Green Lantern intervient alors pour défendre Robin.
- Robin attaque le Sphinx, sans doute pour trouver la trace du Joker.
- Le corps sans vie de Superman est retrouvé par Wonder Woman.

## Fiche technique
- Réalisation, scénario, production : John Fiorella
- Format: Couleurs - 2,35:1
- Durée : 6 minutes
- Date de sortie : États-Unis : 2004

## Distribution
- John Fiorella : Dick Grayson/Robin
- Brian C. Bethel : Joker
- Paul Hasenyager : Clark Kent/Superman
- Anthony Heartly : Chef de la police O'Hara
- Kimberly Page : Selina Kyle/Catwoman
- Gloria Payne : Barbara Grayson/Batgirl
- Mark Brodkin : Commissaire Gordon

## Autour du film
L'univers dans lequel se passe Grayson est un mélange des Terre-I et Terre-II de l'univers DC avant Crisis on infinite Earths. En effet, dans cet univers, Batman et Superman ont tous les deux vieilli comme sur Terre-II. De plus, Dick Grayson lorsqu'il choisit d'enquêter, choisit le costume de Robin. Par contre, Selina Kyle n'est pas ici la femme de Bruce Wayne, mais bien le personnage de Terre-I. De même, Green Lantern est Hal Jordan, et la femme de Dick Grayson est Barbara Gordon alias Batgirl, qui n'existait que sur Terre-I.